# Božidar
Božidar je mužské křestní jméno slovanského původu. Je to obdoba řeckého jména Teodor, někdy se však odvozuje od jména Mattijah, od kterého je odvozeno např. jméno Matěj. Vykládá se jako „dar boží, bohem dán“.
Podle českého kalendáře má svátek 9. listopadu.
Ženská podoba tohoto jména je Božidara, k roku 2016 žily v Česku dvě nositelky tohoto jména.

## Božidar v jiných jazycích
- Slovensky, srbsky: Božidar
- Polsky: Bożydar
- Maďarsky: Bozsidár

## Známí nositelé jména
- Božidar Grigorov (* 1945) - bulharský fotbalista
- Božidar Janković (1849-1920) - srbský generál
- Božidar Karastojanov (1903-1956) - bulharský fotograf
- Božidar Mitrev (* 1987) - bulharský fotbalista
- Božidar Petranović (1809-1874) - rakousko-srbský právník
- Božidar Raič (1927-1886) - rakousko-slovinský pedagog
- Božidara Turzonovová (* 1942) - slovenská herečka
- Božidar Vukotić (1975-1955) - rakousko-srbský právník